# Angel’s Höllenkommando
Angel’s Höllenkommando (Originaltitel Hell Squad) ist ein US-amerikanischer Kriegsfilm von Kenneth Hartford, der auch das Drehbuch schrieb und für die Produktion zuständig war. Der weibliche Cast wird fast ausschließlich von Laiendarstellerinnen besetzt.

## Handlung
Arabische Extremisten aus dem mittleren Osten entführen Jack Stuart, den Sohn des einflussreichen Botschafters der Vereinigten Staaten. Sie wollen ihn gegen den Bauplan einer neuen Waffe austauschen. Da die USA kategorisch Verhandlungen mit Terroristen ablehnt und die Interessen der Weltmacht über allem stehen, scheint es um das Leben des Sohnes geschehen. Allerdings hat der Attaché der Botschaft Jim Rather eine Idee. Er heuert Showgirls aus Las Vegas an und lässt sie zu tödlichen Guerilla-Söldnerinnen ausbilden.
Geschult mit Schusswaffen und in Selbstverteidigung werden die Frauen schon bald auf ihre Mission in den Wüstenstaat geschickt. Allerdings setzen die Frauen auch ihre weiblichen Vorzüge gegen die Lakaien des Scheichs ein. Der Plan von Rather scheint aufzugehen, allerdings wird schon bald ein Verräter in den eigenen Linien ausgemacht, der den Erfolg der Mission und das Leben der jungen Frauen gefährdet.

## Hintergrund
Für die Darstellerinnen der Söldnerinnen Tina Lederman, Penny Prior, Lisa Nottingham, Kathy Jinnett und Loren Chamberlain war es die einzige Filmrolle. Kimberly Baucum hatte noch eine Nebenrolle im Film Flucht in den Tod von 1988, Madeline Parquette konnte ebenfalls noch wenige Nebenrollen verkörpern. Für Robert Searles, der einen der Entführer spielt, und Mark Brandon, der einen Terroristen verkörpert, war es ebenfalls die einzige Filmrolle. William Bryant ist in einer Nebenrolle als Nachtclubbesitzer zu sehen.

## Rezeption
„Show-Girls aus Las Vegas werden vom Pentagon als Untergrundkämpferinnen ausgebildet und sollen im Mittleren Osten einen Diplomaten-Sohn aus den Händen seiner Kidnapper befreien. Hanebüchene Variante des Söldner-Films.“

Am 30. April 2021 präsentierten Oliver Kalkofe und Peter Rütten Angels Höllenkommando auf Tele 5 in der Reihe Die schlechtesten Filme aller Zeiten, besser bekannt unter dem Kürzel SchleFaZ.